# 2017-es madridi műugró-Grand Prix-verseny
A Nemzetközi Úszószövetség (FINA) 2017-ben a 23. alkalommal rendezte meg május 26. és május 28. között a műugró-Grand Prix-versenysorozatot, melynek negyedik állomása a spanyol főváros, Madrid volt.

## Eredmények

### Éremtáblázat
| #        | nemzet             | arany | ezüst | bronz | összesen |
| 1        | Kanada             | 3     | 1     | 1     | 5        |
| 2        | Mexikó             | 2     | 1     | 1     | 4        |
| 3        | Kína               | 2     | 1     | 0     | 3        |
| 4        | Olaszország        | 1     | 1     | 0     | 2        |
| 5        | Hollandia          | 0     | 1     | 1     | 2        |
| 5        | Spanyolország      | 0     | 1     | 1     | 2        |
| 7        | Örményország       | 0     | 1     | 0     | 1        |
| 7        | USA                | 0     | 1     | 0     | 1        |
| 9        | Egyesült Királyság | 0     | 0     | 1     | 1        |
| 9        | Fehéroroszország   | 0     | 0     | 1     | 1        |
| 9        | Magyarország       | 0     | 0     | 1     | 1        |
| 9        | Svájc              | 0     | 0     | 1     | 1        |
| összesen | összesen           | 8     | 8     | 8     | 24       |

### Éremszerzők
| versenyszám   | arany                                                        | ezüst                                   | bronz                               |
| férfiak       |                                                              |                                         |                                     |
| 3 m           | Giovanni Tocci                                               | François Imbeau-Dulac                   | Nicolás García                      |
| 3 m szinkron  | Peter Mai / François Imbeau-Dulac                            | Nicolás García / Héctor García          | Simon Rieckhoff / Guillaume Dutoit  |
| 10 m          | Randal Willars Valdez                                        | Kevin Berlín Reyes                      | Aidan Heslop                        |
| 10 m szinkron | Kevin Berlín Reyes / José Balleza                            | Vladimir Harutyunyan / Azat Harutyunyan | Artsziom Baruszki / Vadzim Kaptur   |
| nők           |                                                              |                                         |                                     |
| 3 m           | Pamela Ware                                                  | Maria Coburn                            | Inge Jansen                         |
| 3 m szinkron  | Olivia Chamandy / Mia Vallée                                 | Daphne Wils / Inge Jansen               | Fazekas-Gondos Flóra / Kormos Villő |
| 10 m          | Csang Csia-csi (Zhang Jiaqi)                                 | Csang Min-csie (Zhang Minjie)           | Olivia Chamandy                     |
| 10 m szinkron | Csang Min-csie (Zhang Minjie) / Csang Csia-csi (Zhang Jiaqi) | Chiara Pellacani / Bátki Noémi          | Daniela Zambrano / Emily Partida    |

## A versenyen részt vevő nemzetek
A Grand Prix-n 14 nemzet 64 sportolója – 36 férfi és 28 nő – vett részt, az alábbi megbontásban:
| Részt vevő nemzetek férfi / nő megbontásban | Részt vevő nemzetek férfi / nő megbontásban | Részt vevő nemzetek férfi / nő megbontásban | Részt vevő nemzetek férfi / nő megbontásban | Részt vevő nemzetek férfi / nő megbontásban | Részt vevő nemzetek férfi / nő megbontásban |
| ------------------------------------------- | ------------------------------------------- | ------------------------------------------- | ------------------------------------------- | ------------------------------------------- | ------------------------------------------- |
| nemzet                                      | F                                           | N                                           | nemzet                                      | F                                           | N                                           |
| Egyesült Királyság                          | 1                                           | 1                                           | Mexikó                                      | 5                                           | 2                                           |
| Fehéroroszország                            | 4                                           | 1                                           | Olaszország                                 | 5                                           | 3                                           |
| Hollandia                                   | 1                                           | 3                                           | Örményország                                | 2                                           | 0                                           |
| Jamaica                                     | 1                                           | 0                                           | Spanyolország                               | 6                                           | 2                                           |
| Kanada                                      | 3                                           | 4                                           | Svájc                                       | 2                                           | 1                                           |
| Kína                                        | 0                                           | 2                                           | Svédország                                  | 1                                           | 3                                           |
| Magyarország                                | 3                                           | 2                                           | USA                                         | 2                                           | 4                                           |

F = férfi, N = nő

## Versenyszámok

### Férfiak

#### 3 méteres műugrás
| #  | Ország           | Név                            | Selejtező | Selejtező | Középdöntő | Középdöntő | Középdöntő | Középdöntő | Döntő   | Döntő  |
| #  | Ország           | Név                            | Selejtező | Selejtező | A          | A          | B          | B          | Döntő   | Döntő  |
| #  | Ország           | Név                            | Rangsor   | Pontok    | Rangsor    | Pontok     | Rangsor    | Pontok     | Rangsor | Pontok |
| -- | ---------------- | ------------------------------ | --------- | --------- | ---------- | ---------- | ---------- | ---------- | ------- | ------ |
|    | Olaszország      | Giovanni Tocci                 | 2         | 410,25    | 1          | 462,80     |            |            | 1       | 419,55 |
|    | Kanada           | François Imbeau-Dulac          | 3         | 402,20    |            |            | 2          | 378,45     | 2       | 417,55 |
|    | Spanyolország    | Nicolás García                 | 1         | 429,40    |            |            | 1          | 434,10     | 3       | 375,90 |
| 4  | Spanyolország    | Matthew Wade                   | 5         | 392,15    |            |            | 3          | 371,65     | 4       | 357,80 |
| 5  | Svájc            | Guillaume Dutoit               | 6         | 387,85    | 2          | 405,70     |            |            | 5       | 343,55 |
| 6  | Mexikó           | Julio César Rodríguez Figueroa | 11        | 338,90    | 3          | 350,30     |            |            | 6       | 341,50 |
|    |                  |                                |           |           |            |            |            |            |         |        |
| 7  | Hollandia        | Joey van Etten                 | 12        | 336,15    |            |            | 4          | 362,45     |         |        |
| 8  | Mexikó           | Diego García de la Fuente      | 10        | 342,60    |            |            | 5          | 344,30     |         |        |
| 9  | Fehéroroszország | Mikita Tkachou                 | 7         | 370,50    |            |            | 6          | 344,10     |         |        |
| 10 | Fehéroroszország | Jauheni Karaliu                | 13        | 323,90    | 4          | 332,10     |            |            |         |        |
| 11 | Jamaica          | Yona Knight-Wisdom             | 4         | 396,30    | 5          | 330,00     |            |            |         |        |
| 12 | Svájc            | Simon Rieckhoff                | 9         | 357,05    | 6          | 324,75     |            |            |         |        |
|    |                  |                                |           |           |            |            |            |            |         |        |
| 13 | Spanyolország    | Alberto Arévalo Alcón          | 8         | 370,30    |            |            |            |            |         |        |
| 14 | Spanyolország    | Héctor García                  | 14        | 314,25    |            |            |            |            |         |        |
| 15 | Kanada           | Peter Mai                      | 15        | 308,50    |            |            |            |            |         |        |
| 16 | Magyarország     | Bóta Botond                    | 16        | 280,05    |            |            |            |            |         |        |
| 17 | Magyarország     | Ligárt Ábel                    | 17        | 248,55    |            |            |            |            |         |        |

#### 3 méteres szinkronugrás
| # | Ország           | Név                                                        | Pontok |
| - | ---------------- | ---------------------------------------------------------- | ------ |
|   | Kanada           | Peter Mai / François Imbeau-Dulac                          | 388,59 |
|   | Spanyolország    | Nicolás García / Héctor García                             | 384,72 |
|   | Svájc            | Simon Rieckhoff / Guillaume Dutoit                         | 369,90 |
| 4 | Olaszország      | Gabriele Auber / Lorenzo Marsaglia                         | 367,83 |
| 5 | Mexikó           | Diego García de la Fuente / Julio César Rodríguez Figueroa | 351,63 |
| 6 | Fehéroroszország | Jauheni Karaliu / Mikita Tkachou                           | 318,69 |

#### 10 méteres toronyugrás
| #  | Ország             | Név                    | Selejtező | Selejtező | Középdöntő | Középdöntő | Középdöntő | Középdöntő | Döntő   | Döntő  |
| #  | Ország             | Név                    | Selejtező | Selejtező | A          | A          | B          | B          | Döntő   | Döntő  |
| #  | Ország             | Név                    | Rangsor   | Pontok    | Rangsor    | Pontok     | Rangsor    | Pontok     | Rangsor | Pontok |
| -- | ------------------ | ---------------------- | --------- | --------- | ---------- | ---------- | ---------- | ---------- | ------- | ------ |
|    | Mexikó             | Randal Willars Valdez  | 2         | 379,30    | 1          | 436,15     |            |            | 1       | 432,30 |
|    | Mexikó             | Kevin Berlín Reyes     | 1         | 390,25    |            |            | 1          | 418,80     | 2       | 396,60 |
|    | Egyesült Királyság | Aidan Heslop           | 6         | 355,20    | 2          | 382,60     |            |            | 3       | 391,15 |
| 4  | Fehéroroszország   | Vadzim Kaptur          | 4         | 373,70    | 3          | 372,90     |            |            | 4       | 374,00 |
| 5  | Svédország         | Vinko Paradzik         | 5         | 363,60    |            |            | 2          | 352,35     | 5       | 361,15 |
| 6  | Spanyolország      | Víctor Pérez Ortega    | 7         | 349,85    |            |            | 3          | 331,25     | 6       | 330,40 |
|    |                    |                        |           |           |            |            |            |            |         |        |
| 7  | USA                | Maxwell Flory          | 8         | 346,95    | 4          | 345,90     |            |            |         |        |
| 8  | Örményország       | Vladimir Harutyunyan   | 9         | 341,15    |            |            | 4          | 322,10     |         |        |
| 9  | Olaszország        | Vladimir Barbu         | 3         | 377,20    |            |            | 5          | 314,55     |         |        |
| 10 | USA                | Benjamin Bramley       | 10        | 339,50    | 5          | 313,75     |            |            |         |        |
| 11 | Olaszország        | Mattia Placidi         | 11        | 331,80    |            |            | 6          | 295,00     |         |        |
| 12 | Magyarország       | Somhegyi Krisztián     | 12        | 329,00    | 6          | 275,20     |            |            |         |        |
|    |                    |                        |           |           |            |            |            |            |         |        |
| 13 | Kanada             | Ethan Pitman           | 13        | 326,60    |            |            |            |            |         |        |
| 14 | Spanyolország      | Francisco Vega Bolaños | 14        | DNF       |            |            |            |            |         |        |

____
Magyarázat:
• DNF = nem fejezi be

#### 10 méteres szinkronugrás
| # | Ország           | Név                                      | Pontok |
| - | ---------------- | ---------------------------------------- | ------ |
|   | Mexikó           | Kevin Berlín Reyes / José Balleza Isaias | 388,50 |
|   | Örményország     | Vladimir Harutyunyan / Azat Harutyunyan  | 371,88 |
|   | Fehéroroszország | Artsziom Baruszki / Vadzim Kaptur        | 358,08 |
| 4 | USA              | Maxwell Flory / Benjamin Bramley         | 349,59 |

### Nők

#### 3 méteres műugrás
| #  | Ország             | Név                   | Selejtező | Selejtező | Középdöntő | Középdöntő | Középdöntő | Középdöntő | Döntő   | Döntő  |
| #  | Ország             | Név                   | Selejtező | Selejtező | A          | A          | B          | B          | Döntő   | Döntő  |
| #  | Ország             | Név                   | Rangsor   | Pontok    | Rangsor    | Pontok     | Rangsor    | Pontok     | Rangsor | Pontok |
| -- | ------------------ | --------------------- | --------- | --------- | ---------- | ---------- | ---------- | ---------- | ------- | ------ |
|    | Kanada             | Pamela Ware           | 3         | 286,65    |            |            | 1          | 312,50     | 1       | 301,35 |
|    | USA                | Maria Coburn          | 1         | 311,65    |            |            | 2          | 289,80     | 2       | 295,70 |
|    | Hollandia          | Inge Jansen           | 4         | 286,40    | 1          | 301,80     |            |            | 3       | 295,60 |
| 4  | Hollandia          | Daphne Wils           | 2         | 304,30    | 2          | 280,70     |            |            | 4       | 295,60 |
| 5  | Fehéroroszország   | Alena Kamulkina       | 5         | 263,80    |            |            | 3          | 251,70     | 5       | 242,55 |
| 6  | USA                | Hailey Hernandez      | 8         | 250,95    | 3          | 268,20     |            |            | 6       | 230,75 |
|    |                    |                       |           |           |            |            |            |            |         |        |
| 7  | Egyesült Királyság | Kayleigh Sinclair     | 10        | 222,95    | 4          | 242,85     |            |            |         |        |
| 8  | Kanada             | Mia Vallée            | 7         | 250,95    |            |            | 4          | 237,75     |         |        |
| 9  | Magyarország       | Kormos Villő          | 11        | 219,70    |            |            | 5          | 236,10     |         |        |
| 10 | Svédország         | Daniella Nero         | 6         | 258,15    | 5          | 230,25     |            |            |         |        |
| 11 | Spanyolország      | Francisca Bauzá       | 12        | 212,25    | 6          | 227,95     |            |            |         |        |
| 12 | Svájc              | Madeline Coquoz       | 9         | 223,85    |            |            | 6          | 208,65     |         |        |
|    |                    |                       |           |           |            |            |            |            |         |        |
| 13 | Olaszország        | Elena Bertocchi       | 13        | 210,90    |            |            |            |            |         |        |
| 14 | Svédország         | Frida Kallgren        | 14        | 185,75    |            |            |            |            |         |        |
| 15 | Spanyolország      | Rocío Velázquez Rodan | 15        | 173,45    |            |            |            |            |         |        |

#### 3 méteres szinkronugrás
| # | Ország       | Név                                 | Pontok |
| - | ------------ | ----------------------------------- | ------ |
|   | Kanada       | Olivia Chamandy / Mia Vallée        | 267,78 |
|   | Hollandia    | Daphne Wils / Inge Jansen           | 267,00 |
|   | Magyarország | Fazekas-Gondos Flóra / Kormos Villő | 231,12 |

#### 10 méteres toronyugrás
| #  | Ország       | Név                           | Selejtező | Selejtező | Középdöntő | Középdöntő | Középdöntő | Középdöntő | Döntő   | Döntő  |
| #  | Ország       | Név                           | Selejtező | Selejtező | A          | A          | B          | B          | Döntő   | Döntő  |
| #  | Ország       | Név                           | Rangsor   | Pontok    | Rangsor    | Pontok     | Rangsor    | Pontok     | Rangsor | Pontok |
| -- | ------------ | ----------------------------- | --------- | --------- | ---------- | ---------- | ---------- | ---------- | ------- | ------ |
|    | Kína         | Csang Csia-csi (Zhang Jiaqi)  | 1         | 424,40    |            |            | 1          | 384,25     | 1       | 382,75 |
|    | Kína         | Csang Min-csie (Zhang Minjie) | 2         | 385,95    | 1          | 326,00     |            |            | 2       | 355,70 |
|    | Kanada       | Olivia Chamandy               | 3         | 323,35    |            |            | 2          | 299,15     | 3       | 325,55 |
| 4  | Kanada       | Celina Toth                   | 4         | 317,65    | 3          | 292,00     |            |            | 4       | 319,25 |
| 5  | USA          | Tarrin Gilliland              | 8         | 242,80    | 2          | 309,80     |            |            | 5       | 294,20 |
| 6  | Hollandia    | Celine van Duijn              | 7         | 258,00    |            |            | 3          | 257,35     | 6       | 289,45 |
|    |              |                               |           |           |            |            |            |            |         |        |
| 7  | Magyarország | Kormos Villő                  | 6         | 261,35    | 4          | 287,85     |            |            |         |        |
| 8  | Olaszország  | Bátki Noémi                   | 9         | 239,00    |            |            | 4          | 246,50     |         |        |
| 9  | Svédország   | Ellen Ek                      | 5         | 262,10    |            |            | 5          | 217,50     |         |        |
| 10 | USA          | Johanna Holloway              | 10        | 202,80    | 5          | 155,05     |            |            |         |        |

#### 10 méteres szinkronugrás
| # | Ország      | Név                                                          | Pontok |
| - | ----------- | ------------------------------------------------------------ | ------ |
|   | Kína        | Csang Min-csie (Zhang Minjie) / Csang Csia-csi (Zhang Jiaqi) | 347,28 |
|   | Olaszország | Chiara Pellacani / Bátki Noémi                               | 259,56 |
|   | Mexikó      | Daniela Zambrano Montiel / Emily Partida                     | 252,60 |